# Party Never Ends Tour
Party Never Ends Tour es la tercera gira de la cantante Inna presentando su disco Party Never Ends su disco más dance. Esta gira está formada por 58 conciertos que están distribuidos por Europa, América del Norte, América del Sur y Asia.

## Repertorio
1. "Be My Lover"
2. "Sun Is Up"
3. "Hot"
4. "Déjà Vu"
5. "Amazing"
6. "Caliente"
7. "Inndia"
8. "Un Momento"
9. "Wake Me Up!"
10. "More than Friends"
11. "Dame Tu Amor"
12. "Party Never Ends"
13. "Club Rocker"
14. "10 Minutes"

Encore
1. "In Your Eyes"

## Fechas
| Europa                   |                  |                      |                                   |
| 7 de marzo de 2013       | Moscú            | Rusia                | Icon Club                         |
| 16 de marzo de 2013      | Locarno          | Suiza                | Vanilla Club                      |
| 23 de marzo de 2013      | Garlasco         | Italia               | Le Rotonde                        |
| Asia                     |                  |                      |                                   |
| 30 de marzo de 2013      | Tokio            | Japón                | Spring Groove Show                |
| Europa                   |                  |                      |                                   |
| 4 de abril de 2013       | Esparta          | Turquía              | Süleyman Demiel University        |
| 6 de abril de 2013       | Ginebra          | Suiza                | Moa Club                          |
| 20 de abril de 2013      | Roma             | Italia               | Rehd Club                         |
| 27 de abril de 2013      | Banska Bystrica  | Eslovaquia           | Ministry of Fun                   |
| 1 de mayo de 2013        | Antalya          | Turquía              | Rixos Premium Belek               |
| 2 de mayo de 2013        | Antalya          | Turquía              | Aura Club                         |
| 17 de mayo de 2013       | Iasi             | Rumania              | Forza Zu                          |
| 19 de mayo de 2013       | Bodrum           | Turquía              | Pasha Club                        |
| América del Norte        |                  |                      |                                   |
| 31 de mayo de 2013       | Ciudad de México | México               | Raga Club                         |
| 1 de junio de 2013       | Acapulco         | México               | Expo Impeial                      |
| 6 de junio de 2013       | Ciudad Juárez    | México               | Morocos Concert Hall              |
| 7 de junio de 2013       | Chihuahua        | México               | Explanada Expongan                |
| 8 de junio de 2013       | Oriental         | México               | Poliforum de Léon                 |
| 9 de junio de 2013       | Ciudad de México | México               | Audiotrio Nacional                |
| 14 de junio de 2013      | Pontiac          | Estados Unidos       | Elektricity Nighthckub            |
| 22 de junio de 2013      | Washington       | Estados Unidos       | Howard Thetre                     |
| 23 de junio de 2013      | Chicago          | Estados Unidos       | Envclave Chicago                  |
| 28 de junio de 2013      | Santo Domingo    | República Dominicana | Estadio Quisqueya                 |
| 29 de junio de 2013      | New York         | Estados Unidos       | Pure Nightclub                    |
| Europa                   |                  |                      |                                   |
| 12 de julio de 2013      | Milan            | Italia               | Ckub Fellini                      |
| 14 de julio de 2013      | Antalya          | Turquía              | Aura Club                         |
| 19 de julio de 2013      | Prilep           | Macedonia            | Club Prilep                       |
| 6 de agosto de 2013      | Antalya          | Turquía              | Maxx Royal Belek                  |
| 7 de agosto de 2013      | Antalya          | Turquía              | Alva Dona Belek                   |
| 8 de agosto de 2013      | Antalya          | Turquía              | Aura Club                         |
| 11 de agosto de 2013     | Ibiza            | España               | Amnesia Club                      |
| 16 de agosto de 2013     | Helsinki         | Finlandia            | Weekend Festival Site             |
| 24 de agosto de 2013     | Berlín           | Alemania             | Adagio                            |
| 25 de agosto de 2013     | Antalya          | Turquía              | Aura Club                         |
| 30 de agosto de 2013     | Estambul         | Turquía              | Velvet Villan Festival            |
| Asia                     |                  |                      |                                   |
| 7 de septiembre de 2013  | Kuala Lumpur     | Malasia              | We Love Asia Festival             |
| Europa                   |                  |                      |                                   |
| 13 de septiembre de 2013 | Atenas           | Grecia               | Amita Motion                      |
| 14 de septiembre de 2013 | Giromagny        | Francia              | Club La Suite                     |
| 15 de septiembre de 2013 | Ibiza            | España               | Amnesia Club                      |
| 28 de septiembre de 2013 | Mendrisio        | Suiza                | Arena Club                        |
| América del Norte        |                  |                      |                                   |
| 4 de octubre de 2013     | San Luis Potosí  | México               | Plaza de Toros                    |
| 11 de octubre de 2013    | Durango          | México               | Foro de la Feria                  |
| Asia                     |                  |                      |                                   |
| 13 de octubre de 2013    | Tokio            | Japón                | Seco Lounge                       |
| América del Norte        |                  |                      |                                   |
| 15 de octubre de 2013    | Zapopan          | México               | Aditorio Benito Juárez            |
| 8 de noviembre de 2013   | Torreón          | México               | Estadio Revolución                |
| 9 de noviembre de 2013   | San Pedro        | México               | Parque Diego                      |
| 8 de noviembre de 2013   | Torreón          | México               | Estadio Revolución                |
| 9 de octubre de 2013     | San Pedro        | México               | Parque Diego                      |
| América del Sur          |                  |                      |                                   |
| 16 de noviembre de 2013  | Las Condes       | Chile                | W Hotel                           |
| Europa                   |                  |                      |                                   |
| 23 de noviembre de 2013  | Edirne           | Turquía              | Margi Hotel                       |
| América del Norte        |                  |                      |                                   |
| 29 de noviembre de 2013  | Misuri           | Estados Unidos       | Adin University Festival          |
| Europa                   |                  |                      |                                   |
| 30 de noviembre de 2013  | Denizli          | Turquía              | Denizli Dogan Seyfi Sport Central |
| 6 de diciembre de 2013   | Ankara           | Turquía              | Entertainment Center              |
| 7 de diciembre de 2013   | Ljubljana        | Eslovaquia           | Hala Tivoli                       |
| 13 de diciembre de 2013  | Ålesund          | Noruega              | Sparebaken More Arena             |
| 15 de diciembre de 2013  | Kayseri          | Turquía              | Kadir Has Spor ve                 |
| 21 de diciembre de 2013  | Golmes           | España               | Big Ben Disco                     |
| 27 de diciembre de 2013  | Mugla            | Turquía              | Mugla University                  |
| 30 de diciembre de 2013  | Antalya          | Turquía              | Maxx Royal                        |

- Datos: Q30914454